# Augustynowo (przystanek kolejowy)
Augustynowo – dawny wąskotorowy przystanek osobowy Bydgosko-Wyrzyskich Kolei Dojazdowych w Grabównie, w gminie Miasteczko Krajeńskie, w powiecie pilskim, w województwie wielkopolskim. Został oddany do użytku w dniu 21 września 1901 roku razem z linią kolejową z Wysokiej Wąskotorowej do Kocik Młyna.